# Villargondran
Villargondran é uma comuna francesa na região administrativa de Auvérnia-Ródano-Alpes, no departamento de Saboia. Estende-se por uma área de 6,12 km². Em 2010 a comuna tinha 882 habitantes (densidade: 144,1 hab./km²).